# Souvenir (Mahé)
Souvenir ist ein Ort auf der Insel Mahé im Inselstaat Seychellen.

## Geographie
Der Ort liegt südlich von Misere im Zentrum der Insel Mahé auf der Anhöhe und oberhalb des Hauptortes von Grand Anse.